# Костанайский областной историко-краеведческий музей
Костанайский областной историко-краеведческий музей — музей в городе Костанай.

## История создания
Музей был создан до Октябрьской революции. Музеи в то время находились в ведении преимущественно Российского географического общества и местных обществ (естественно-научных, историко-археологических, городских самоуправлений, земств и частных лиц). Значимую роль в создании Костанайского музея сыграло Оренбургское отделение Российского географического общества. Создан 1 августа 1915 года по решению Костанайской городской думы. Первым руководителем был учитель биологии Лебедев Федор Петрович.

## Описание
Музей занимал небольшой деревянный домик площадью 12 м².
После революции был перерыв в работе музея. После прихода Красной армии осенью 1919 года музей возобновил работу. В 1921 году музей прекратил работу. В то время голода и развала были утрачены многие экспонаты музея, так как присматривать за ними было некому. Через год работа музея постепенно восстановилась. Его начали переводить с помещения в помещение. С 1927 года по 1937 год музей сменил 12 мест прописки. Несмотря на сложности, силами сотрудников общества краеведения, которое существовало при музее с 1925 по 1931 годы, велась активная работа, благодаря которой музей пополнил свои коллекции.
С 1936 года музей стал областным. В январе 1937 года получил постоянное помещение в центре города в здании конца XIX века.
В 1938 году при музее организована первая научная секция — геологическая, в 1941 году — ботаническая и географическая.
Во время Великой Отечественной войны в Костанай были привезены ценные коллекции Исторического музея, музея Революции и музея восточных культур. Сотрудники Костанайского музея помогли обеспечить их надежное хранение, а впоследствии организовать для показа этих историко-культурных реликвий выставку «Героическое прошлое народов СССР».
В фонде музея имеются такие произведения как «Тобольский мыслитель», жертвенник с головой архара, навершие жертвенного молота «Молот-бог».